# Pause/break

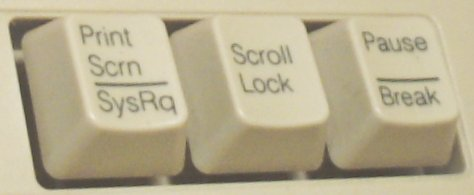
Rechts: de "Pause/Break"-toets

Pause/Break is een toets van een toetsenbord van een computer. De toets wordt weinig tot zelfs niet meer gebruikt, maar in oude programma's dient deze toets om een programma
te pauzeren of om af te sluiten wanneer deze samen met ctrl wordt ingedrukt.

## Toetsenbord
Op een IBM/Windows toetsenbord (QWERTY) is het een van de drie toetsen voor systeemverzoeken: